# ツマグロオオヨコバイ
ツマグロオオヨコバイ（学名 Bothrogonia ferruginea）は、 カメムシ目（半翅目）・ヨコバイ亜目（同翅亜目）・オオヨコバイ科に分類される昆虫の一種。 鮮やかな黄緑色が特徴的で、バナナムシとしても知られる。都市部を含め日本各地で普通に見られ、また作物の汁を吸う農業害虫でもある。

## 特徴
大きさは先端から後端（翅の端まで）が約13mm。背面は全体に黄緑色。ただし、死ぬと色あせて橙黄色になる。頭部は前胸より幅狭く、背面に大きな黒い楕円形の斑紋がある。前胸背には円形の黒斑が3個、正三角形に配置する。小楯板にもその中央に丸い黒斑がある。前翅は全体に橙黄色で、先端には青黒い色の幅広い帯がある。後翅は全体に黒褐色で半透明となっている。
幼虫は外形は菱形に近く、全体としては光沢があって透明感のある黄色をしている。頭楯は幅が広く、前に大きく膨らんでいる。中胸が幅広く、翅芽は大きい。

## 生態など
越冬は成虫で、4月下旬頃より植物の若葉などに暮らし、交尾した雌は5月半ばに植物組織内に数粒ずつを扇状に並べて産卵する。1雌の産卵数は50程度。卵は白くて長楕円形、長さ約2mm。孵化には2-3週間を要し、幼虫は夏には羽化する。
春から初夏に幼虫が出現し、8月には林縁の草の上などで終齢幼虫を見かけるようになる。幼虫期は5齢。雌は秋に葉裏などに8-10個の卵を並べた形の卵塊を産む。越冬は成虫で行う。

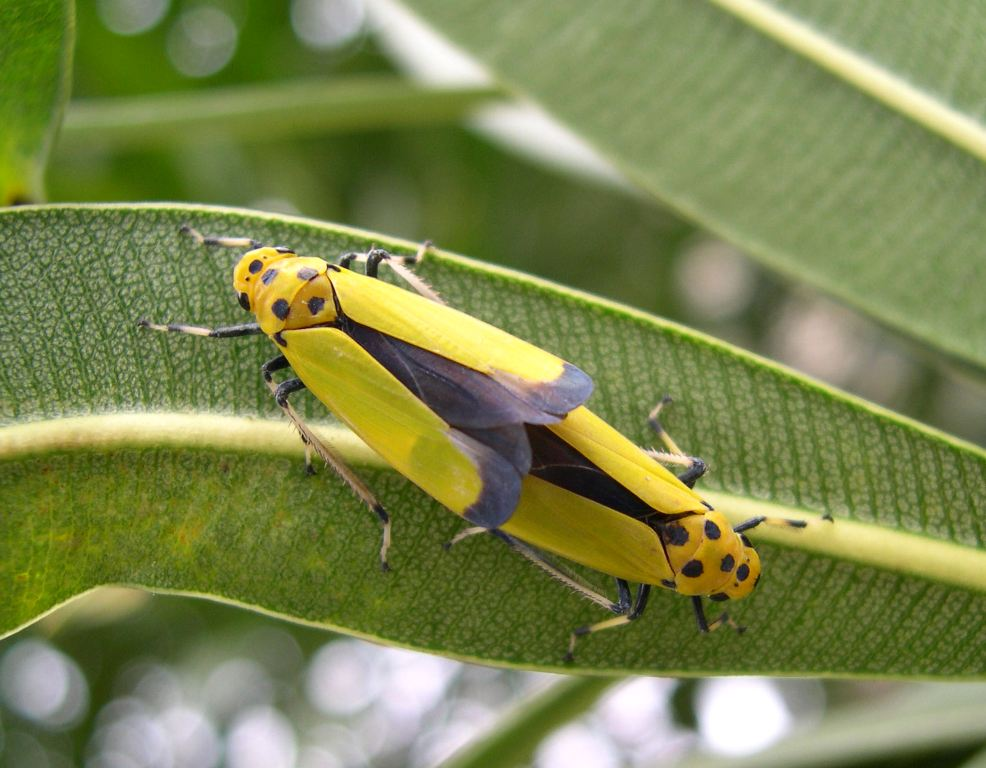
交尾中

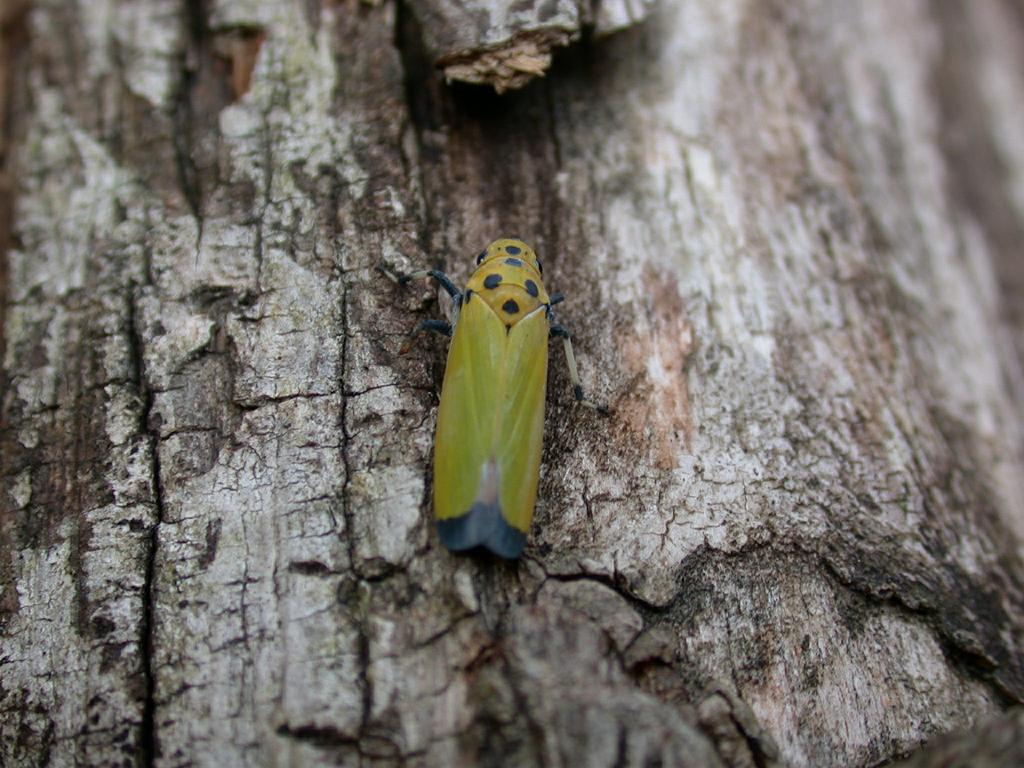
越冬中の個体
朽ち木のくぼみで発見

## 分布など
本州、四国、九州、対馬に分布し、低山地の森林地でごく普通に見られる。様々な植物より吸汁し、畑地にも出現することがある。沖縄での記録があるが、誤りと考えられる。

## 利害
多くの植物の汁を吸い、その中には作物も含まれる。ダイズ、ラッカセイ、クワ、チャ、ブドウ、柑橘類、柿、イチジクなどの害虫とされる。ただし多くのものでは実害がでるほどの影響はない。ただしクワでは吸汁や産卵による傷で枝の生長が阻害されることがある。
他方でこの類では大型であること、また都市部の植え込み等でも発生し、各地で普通種であることから広く親しまれており、その形と体色から「バナナムシ」の愛称が与えられているのもこれを反映するものと思われる。